# Apyre separata
Apyre separata är en fjärilsart som beskrevs av Walker 1854. Apyre separata ingår i släktet Apyre och familjen björnspinnare. Inga underarter finns listade i Catalogue of Life.